# Michel Babatunde
Michel Babatunde (ur. 24 grudnia 1992 w Benue State) – nigeryjski piłkarz występujący na pozycji pomocnika.

## Kariera piłkarska

### Kariera klubowa
Rozpoczął karierę piłkarską w jednym z najbardziej znanych nigeryjskich klubów Heartland FC.
W marcu 2011 podpisał kontrakt z ukraińskim Krywbasem Krzywy Róg, w którym występował do lata 2013. 16 sierpnia 2013 podpisał 4-letni kontrakt z Wołyniem Łuck. 13 sierpnia 2015 przeniósł się do Dnipra Dniepropetrowsk, w którym grał do grudnia 2015. W styczniu 2016 został piłkarzem Raja Casablanca.

### Kariera reprezentacyjna
Ma za sobą występy w reprezentacji Nigerii do lat 21. Od 2013 broni barw narodowej reprezentacji Nigerii.